# Leucochrysa (Nodita) punctata
Leucochrysa (Nodita) punctata is een insect uit de familie van de gaasvliegen (Chrysopidae), die tot de orde netvleugeligen (Neuroptera) behoort. 
Leucochrysa (Nodita) punctata is voor het eerst wetenschappelijk beschreven door Banks in 1903.